# 63-я танковая бригада
63-я отдельная танковая Таманская бригада — танковая бригада Красной армии ВС СССР, в годы Великой Отечественной войны.
Сокращённое наименование — 63 отбр

## История формирования
63-я отдельная танковая бригада сформирована на основании директивы заместителя НКО СССР № 723656сс от 27 февраля 1942 года в Московском автобронетанковом центре. Формирование бригады проходило по сокращённому штату № 010/317 «С» для пехоты с 10 по 27 февраля 1942 года за счёт прибывшего с Западного фронта 127-го и находившегося в резерве 189-го отдельных танковых батальонов. Личный состав в бригаду прибыл вместе с танками из других частей 23 февраля 1942 года. Бригада была укомплектована согласно штата танками: КВ — 10; Т-34 — 16; Т-60 — 20. Экипажи танков КВ прошли программу обучения при Челябинском автобронетанковом центре, экипажи Т-34 при Сталинградском автобронетанковом центре, экипажи Т-60 при Горьковском автобронетанковом центре. Танковые батальоны приняли нумерацию: 127-й — 2-й танковый батальон, 189-й — 1-й танковый батальон. Укомплектование бригады было закончено только к моменту погрузки. 27 февраля 1942 года бригада двумя эшелонами погрузилась на станции Красная Пресня для отправки в город Ростов-на-Дону в распоряжение 3-го гвардейского стрелкового корпуса.
15 сентября 1944 года, на основании приказа заместителя НКО СССР № 0041сс от 28 августа 1944 года, бригада была переформирована в гвардейское Таманское танковое училище с местом дислокации в городе Кривой Рог.

## Участие в боевых действиях
Период вхождения в действующую армию: 4 марта 1942 года — 19 мая 1944 года.
После прибытия в город Ростов-на-Дону, бригада по приказу войскам 56-й армии, совершила 80 км ночной марш и 5 марта 1942 года сосредоточилась: 1-й танковый батальон — Русско-Сидоровка; 2-й танковый батальон и штаб бригады — Карчино-Анненский.

### Керченско-Эльтигенская десантная операция
Перешла в подчинение Приморской армии. После закрепления десанта на плацдарме была переправлена через Керченский пролив и участвовала в боях за расширение плацдарма, успеха не имела. В боях 5 декабря 1943 года на рубеже Китай — Кош-Кую погиб командир 1-го батальона бригады капитан Б. Т. Тасуй, посмертно — Герой Советского союза.

### Крымская наступательная операция
23 апреля 1944 года бригада (имея в строю 33 танка), обеспечивая прикрытие огнём и гусеницами 383-ю стрелковую дивизию, ценою потери 20 танков овладела хутором Безымянным. После неудавшейся попытки продвинуться дальше по Балаклавскому шоссе, оставшиеся танки бригады, в ночь на 24 апреля были отведены в исходное положение. 7 мая 318-я дивизия с приданной ей 63-й бригадой ворвались в колхоз Большевик (10 км Балаклавского шоссе, в настоящее время винзавод «Золотая балка»). Позиции противника занимали части 73-й пехотной дивизии вермахта под командованием генерал-лейтенанта Германа Бёме (взят в плен 12 мая 1944).
9 мая 1944 года 18 танков Таманской бригады вышли в атаку впереди цепей 318-й стрелковой дивизии. К вечеру этого дня, уничтожив в боях три самоходки, 26 орудий, 170 вражеских солдат и офицеров, воины бригады заняли посёлок «6-я верста» (ныне «5-й километр»). После передышки танкисты преследовали отступающего к Камышевой бухте противника, и в 19:30 экипажи вышли на перекрёсток дорог у «Херсонесского обвода». В 04:30 10 мая 1944 года, без артподготовки, Таманская бригада снова пошла вперёд, но «противник оказал сильное огневое сопротивление из противотанковых, штурмовых и зенитных орудий». Потеряв сгоревшим один танк, таманцы отошли назад. Двое суток советские войска перегруппировывались и приводили себя в порядок. В 63-й Таманской бригаде осталось всего 12 танков — один Т-34, два М4 «Sherman», три Мk.III «Valentine», шесть М3 «Lee».
12 мая 1944 года 63-я танковая бригада, совместно с 82-м гвардейским стрелковым полком 32-й гвардейской стрелковой дивизии, после артиллерийского обстрела, нанесла завершающий удар по врагу на мысе Херсонес, где оставались не успевшие эвакуироваться гитлеровские войска. Солдаты противника, видя безнадёжность сопротивления, бросили оружие и начали большими группами сдаваться в плен.
В последний день сражения произошёл первый и последний в ходе Освобождения Крыма встречный танковый бой. После того, как в 06:00 танки Таманской бригады заняли посёлок у бухты, командование перенацелило их атаку в направлении на мыс Херсонес. Однако вскоре экипажам пришлось срочно возвращаться, так как самая мощная из трёх окружённых группировок противника (находившаяся между бухтами Камышевая и Омега) нанесла яростный контрудар. Немцы из последних сил пытались пробиться к аэродрому на мысу Херсонес. Впереди, в качестве тарана, продвигались 13 самоходок 191-й и 279-й штурмовых артиллерийских бригад. Оценив обстановку, комбриг-63 полковник Рудаков развернул машины Таманской бригады и бросил их навстречу контратакующему противнику. Исключительную отвагу проявил в этой схватке заместитель командира 1-го тб ст. лейтенант Мясников. Во главе четырёх боевых машин он пошёл навстречу немецким самоходкам, и, «проявляя исключительное мужество и геройство, … самоотверженно дрался, нанося тяжёлые удары втрое превосходящему противнику. Экипажи, следуя примеру своего командира, дрались до последнего вздоха. Уничтожая машину за машиной и тесня врага к морю, батальон окончательно сломил сопротивление противника». Экипажи Таманской бригады выиграли «последний бой». На берегу Камышевой бухты горели девять немецких самоходок (ещё четыре были захвачены), лежали трупы 280 солдат и офицеров Вермахта.

## Состав
На момент формирования:
- Управление бригады
- 1-й отдельный танковый батальон
- 2-й отдельный танковый батальон

Директивой ГШ КА № орг/3/2517 от 20.07.1944 переведена на новые штаты:
- Управление бригады (штат № 010/500)
- 1-й отдельный танковый батальон (штат № 010/501)
- 2-й отдельный танковый батальон (штат № 010/501)
- 3-й отдельный танковый батальон (штат № 010/501)
- Моторизованный батальон автоматчиков (штат № 010/502)
- Зенитно-пулемётная рота (штат № 010/503)
- Рота управления (штат № 010/504)
- Рота технического обеспечения (штат № 010/505)
- Медико-санитарный взвод (штат № 010/506)

## В составе
| Подчинение     | Подчинение                               | Подчинение                 | Подчинение | Подчинение            |
| Дата           | Фронт (округ)                            | Армия                      | Корпус     | Примечания            |
| -------------- | ---------------------------------------- | -------------------------- | ---------- | --------------------- |
| 1.03.1942 года | Резерв Верховного Главнокомандования     | -                          | -          | -                     |
| 1.04.1942 года | Южный фронт                              | 56-я армия                 | -          | -                     |
| 1.05.1942 года | Южный фронт                              | 56-я армия                 | -          | -                     |
| 1.06.1942 года | Южный фронт                              | 56-я армия                 | -          | -                     |
| 1.07.1942 года | Южный фронт                              | 56-я армия                 | -          | -                     |
| 1.08.1942 года | Северо-Кавказский фронт                  | -                          | -          | -                     |
| 1.09.1942 года | Закавказский фронт                       | -                          | -          | -                     |
| 1.10.1942 года | Закавказский фронт                       | -                          | -          | -                     |
| 1.11.1942 года | Закавказский фронт Северная Группа войск | 44-я армия                 | -          | -                     |
| 1.12.1942 года | Закавказский фронт Северная Группа войск | 9-я армия                  | -          | -                     |
| 1.01.1943 года | Закавказский фронт Северная Группа войск | 44-я армия                 | -          | -                     |
| 1.02.1943 года | Северо-Кавказский фронт фронт            | -                          | -          | Фронтового подчинения |
| 1.03.1943 года | Северо-Кавказский фронт фронт            | -                          | -          | Фронтового подчинения |
| 1.04.1943 года | Северо-Кавказский фронт фронт            | -                          | -          | Фронтового подчинения |
| 1.05.1943 года | Северо-Кавказский фронт фронт            | -                          | -          | Фронтового подчинения |
| 1.06.1943 года | Северо-Кавказский фронт фронт            | -                          | -          | Фронтового подчинения |
| 1.07.1943 года | Северо-Кавказский фронт фронт            | -                          | -          | Фронтового подчинения |
| 1.08.1943 года | Северо-Кавказский фронт фронт            | 56-я армия                 | -          | -                     |
| 1.09.1943 года | Северо-Кавказский фронт фронт            | -                          | -          | Фронтового подчинения |
| 1.10.1943 года | Северо-Кавказский фронт фронт            | 56-я армия                 | -          | -                     |
| 1.11.1943 года | Северо-Кавказский фронт фронт            | 56-я армия                 | -          | -                     |
| 1.12.1943 года | -                                        | Отдельная Приморская армия | -          | -                     |
| 1.01.1944 года | -                                        | Отдельная Приморская армия | -          | -                     |
| 1.02.1944 года | -                                        | Отдельная Приморская армия | -          | -                     |
| 1.03.1944 года | -                                        | Отдельная Приморская армия | -          | -                     |
| 1.04.1944 года | -                                        | Отдельная Приморская армия | -          | -                     |
| 1.05.1944 года | -                                        | Отдельная Приморская армия | -          | -                     |
| 1.06.1944 года | -                                        | Отдельная Приморская армия | -          | -                     |
| 1.07.1944 года | -                                        | Отдельная Приморская армия | -          | -                     |
| 1.08.1944 года | -                                        | Отдельная Приморская армия | -          | -                     |
| 1.09.1944 года | -                                        | Отдельная Приморская армия | -          | -                     |

## Командование бригады

### Командиры бригады
- Дергунов, Михаил Матвеевич (10.02.1942 — 22.05.1943), подполковник;
- Мельничук, Мирон Тихонович (23.05.1943 — 04.10.1943), подполковник, с 11.07.1943 полковник (погиб 04.10.1943);
- Федорович, Казимир Казимирович (05.10.1943 — 20.11.1943), подполковник, ВРИД;
- Ежелов, Николай Васильевич (21.11.1943 — 16.01.1944), подполковник;
- Рудаков, Александр Иванович (17.01.1944 — 15.09.1944), полковник[9][10]

### Заместители командира по строевой части
- Федорович Казимир Казимирович (06.1943 — 05.10.1943), подполковник
- Семыкин Григорий Сергеевич ( — 05.1944), подполковник

### Военные комиссары бригады, с 09.10.1942 — заместители командира бригады по политической части
- Лисенков Василий Алексеевич (10.02.1942 — 20.03.1942), батальонный комиссар
- Миронов Василий Михайлович (10.04.1942 — 16.06.1943), полковой комиссар, с 5.12.1942 полковник[11]

### Начальники штаба бригады
- Кушников Георгий Матвеевич (10.02.1942 — 09.1942), майор;
- Малышев Михаил Георгиевич (09.1942 — 02.1943), майор;
- Хайкин Мендель Шмеркович ( — 05.1944), майор[12]

### Начальники политотдела, с 06.1943 он же заместитель командира по политической части
- Порозов Александр Матвеевич (20.05.1942 — 23.07.1942), батальонный комиссар;
- Пашинский Георгий Николаевич (25.07.1942 — 20.11.1942), политрук;
- Альтбрегин Давид Рафаилович (20.11.1942 — 16.06.1943), батальонный комиссар, с 11.11.1942 майор;
- Миронов Василий Михайлович (16.06.1943 — 07.02.1944), полковник;
- Шпиль Степан Иванович (07.02.1944 — 15.09.1944), подполковник[11]

## Награды и почётные наименования
| Награда (наименование)            | Дата награждения                                                             | За что получена                                                                           |
| --------------------------------- | ---------------------------------------------------------------------------- | ----------------------------------------------------------------------------------------- |
| Почётное наименование «Таманская» | присвоено приказом Верховного главнокомандующего № 31 от 9 октября 1943 года | в ознаменование одержанной победы и отличия в боях за освобождение Таманского полуострова |

## Отличившиеся воины
| Награда | Ф. И. О.                 | Должность                                          | Звание                                              | Дата награждения | Примечания |
| ------- | ------------------------ | -------------------------------------------------- | --------------------------------------------------- | ---------------- | ---------- |
|         | Мясников Михаил Иванович | заместитель командира 1-го танкового батальона     | Старший лейтенант Бронетанковых войск Красной Армии | 24.03.1945       |            |
|         | Тасуй Борис Терентьевич  | командир роты танков Т-34 1-го танкового батальона | Капитан Бронетанковых войск Красной Армии           | 16.05.1944       | посмертно  |